# Tratado de Londres (1915)
O Tratado de Londres de 1915, também conhecido como "Pacto de Londres" (em inglês:  London Pact e em italiano:  Patto di Londra), foi assinado em Londres em 26 de abril de 1915, através da qual a Itália entrou na Primeira Guerra Mundial ao lado da Tríplice Entente. O tratado foi secreto e os países signatários foram: Itália, Grã-Bretanha, França e Império Russo.
Sob o acordo, a Itália receberia a áreas habitadas por italianos na Áustria-Hungria, grande parte da costa da Dalmácia e o resto do território dos Balcãs do Império Austro-Húngaro seria dividido entre os três estados independentes: Sérvia, Montenegro e Croácia.
Em troca, a Itália concordou em deixar a Tríplice Aliança, que unia os impérios alemão e austro-húngaro, e entrar na guerra ao lado da Entente. A mudança de lados já havia sido acordado no início de setembro de 1914, em um acordo secreto assinado em Londres. A entrada na guerra deveria ocorrer em menos de um mês desde a assinatura do tratado e isso foi feito, com a declaração de guerra dos italianos que foi proclamada em 23 de Maio.
- Em particular, a Itália receberia:

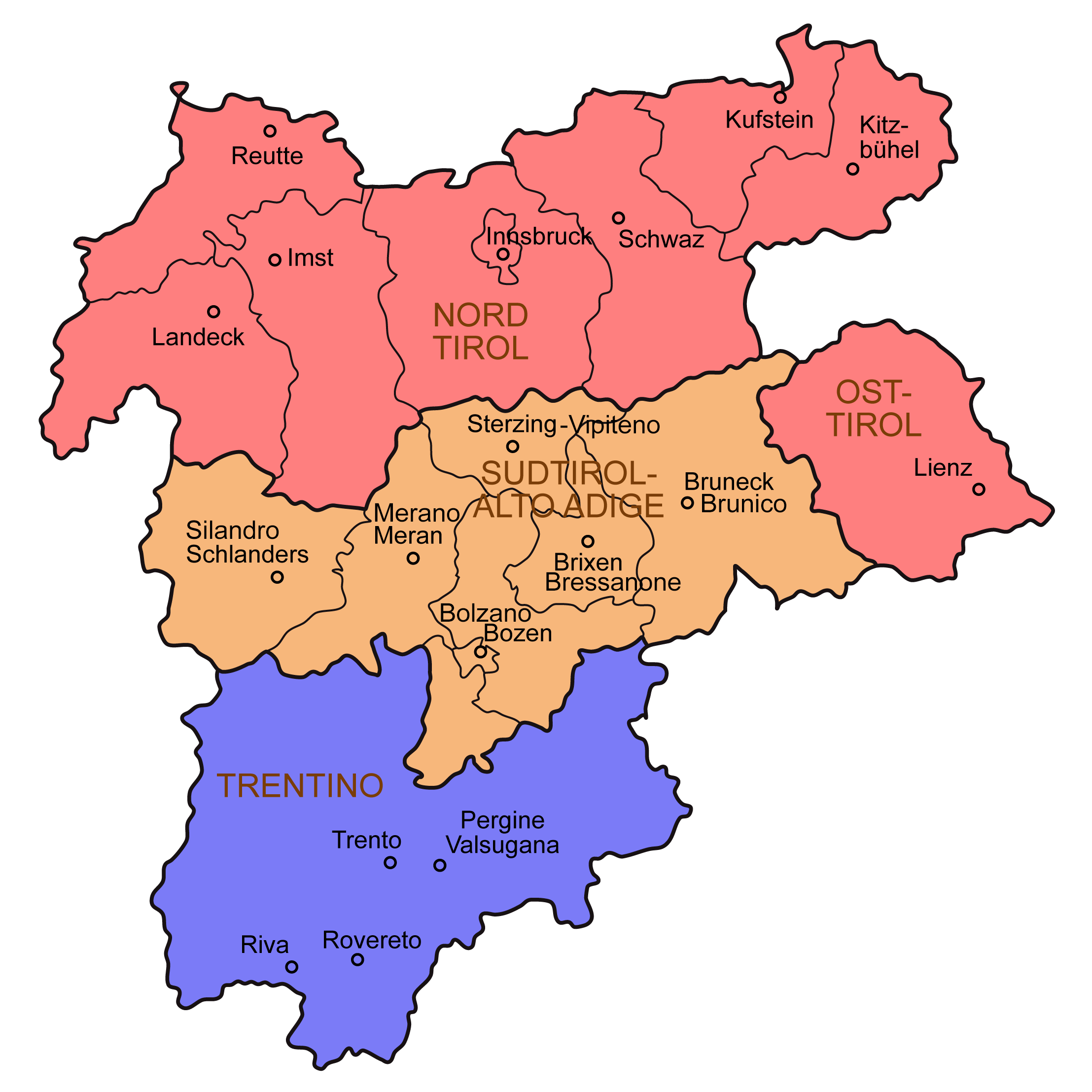
Tirol, desmembrado em 1918. Parte estava do lado austríaco (vermelho) e chamava-se Nordtirol e Osttirol, formando o Estado do Tirol.

1. O Tirol até a separação das bacias, localizado nos Alpes, e incluindo as províncias de Trentino-Alto Adige.
2. Trieste
3. O Condado de Gorizia e Gradisca
4. Istria, sem Fiume (Rijeka)
5. Parte de Carniola (os distritos de Vipava, Idrija e Ilirska Bistrica, excluindo Postojna)
6. A Dalmácia do Norte, incluindo a Zara (Zadar) e a maioria das ilhas do Adriático
7. O arquipélago do Dodecaneso.
8. Vlore.
9. Um protetorado sobre a Albânia.
10. Parte das colônias alemãs na África e Ásia.

- Ao Reino da Sérvia foi prometido:

1. A costa dálmata entre Krka e Ston, incluindo a Península de Peljesac (Sabbioncello), o porto de Split (Spalato), e a Ilha de Brac (Brazza).

- Ao Reino de Montenegro seria concedido:

1. A costa da Dalmácia entre Budva e Ston, incluindo Ragusa e a Baía de Kotor (Cattaro), excluindo a Península de Pelješac.
2. A costa sul, o porto albanês de Shengjin (San Giovanni di Medu).

Além disso, embora sem muitos detalhes, prometeu-se à Sérvia:
1. Bósnia e Herzegovina
2. Srem
3. Back
4. Eslavônia (apesar das objeções italianas).
5. Partes da Albânia, que seriam divididas entre a Sérvia, Montenegro e Grécia, sem dar detalhes.

Os italianos reclamaram que a posse da costa entre Zara e a Istria fossem decididos depois da guerra, ao que aceitaram os países da Entente. Além disso, insistiram que qualquer acordo deveria ser comunicado à Sérvia, o que falhou visto que a Entente enviou uma nota oficial sobre o mesmo em 4 de agosto de 1915, que indicaram seus ganhos territoriais que receberia depois da guerra.
O pacto, que deveria ter permanecido em segredo, foi publicado pelos bolcheviques russos após a sua aquisição da Izvestia em novembro de 1917.
Na Conferência de Paz de Paris, os italianos expressaram seu desejo de negociar apenas com a Sérvia e Montenegro como aliados durante a guerra, mas não com representantes do inimigo derrotado, uma categoria que englobava representantes do novo Reino dos Sérvios, Croatas e Eslovenos. Seu desconforto com a delegação iugoslava foi ainda maior quando se contou entre os seus membros ex-suplentes do Império Austro-Húngaro (como os croatas Ante Trumbić, Josip Smodlaka e o esloveno Otokar Rybář). Um delegado esloveno, Ivan Žolger, foi ainda ministro da Áustria durante a guerra.
O acordo foi finalmente revogado pelo Tratado de Versalhes e o presidente dos EUA Woodrow Wilson, que apoiava as aspirações eslavas e não reconheceu o tratado que o seu país não tinha assinado, rejeitou as exigências italianas sobre a costa da Dalmácia.
A partição do Tirol foi confirmada no Tratado de Saint Germain.